# گیلیخان

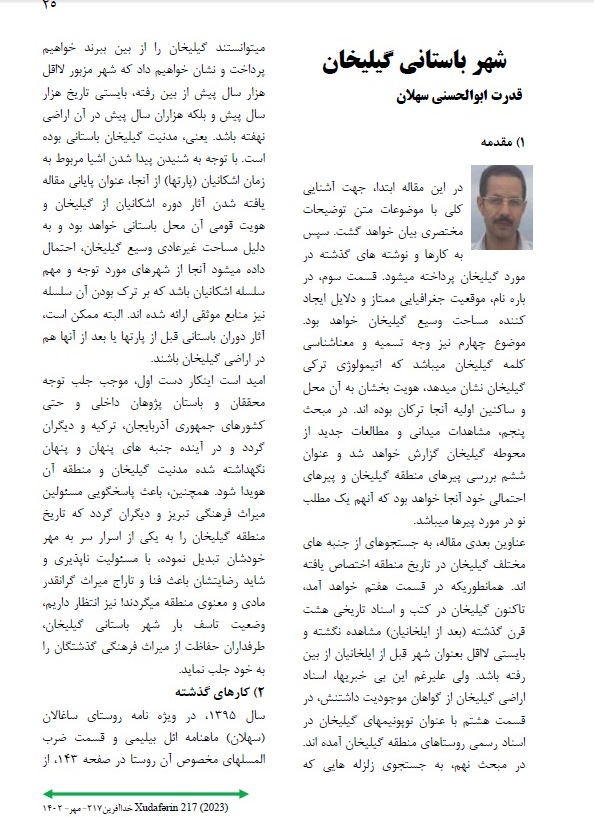
مقاله شهر باستانی گیلیخان در مجله خداآفرین

گیلیخان، شهری باستانی بوده است. نام گیلیخان تاکنون در منابع تاریخی هشتصد سال گذشته (بعد از ایلخانیان) مشاهده نشده و حداقل به عنوان یک شهر بایستی قبل از ایلخانیان از بین رفته باشد؛ یعنی، مدنیت گیلیخان باستانی بوده است. از زمینهای گیلیخان آثار متعلق به دوره اشکانیان پیدا شده است و به دلیل وسعت غیرطبیعی منطقه گیلیخان، احتمال دارد، آنجا از شهرها ی مورد توجه و مهم اشکانیان باشد. در اراضی گیلیخان، ممکن است، آثار دوران دیگر نیز یافت شوند.

## بازتاب موضوع شهر باستانی گیلیخان در رسانه‌ها
موضوع شهر باستانی گیلیخان، در پایگاه‌های خبری یازاکو، آوای تبریز، صاحب دیوان، آلبوم مایان، ارک خبر، ندای بی صدا، بولتن نیوز  بازتاب داشته است.